# Blackwater (Queensland)
Blackwater ist eine Stadt im Osten des australischen Bundesstaates Queensland. Bei der Volkszählung 2021 wurden 4.567 Einwohner gezählt.
Sechs große Kohlentagebaue und ein unterirdisches Kohlebergwerk haben die Landschaft rund um die Stadt verändert und sind gleichzeitig die wichtigsten Arbeitgeber für ihre Bevölkerung. Südlich der Stadt liegt der Blackdown-Tableland-Nationalpark auf dem Kamm der Great Dividing Range.
Die nächstgelegenen größeren Städte sind Rockhampton 198 km östlich an der Küste und Emerald 79 km westlich. Alle drei Städte liegen am Capricorn Highway.

## Namensgebung
Blackwater wurde vermutlich nach dem Blackwater Creek, einem Nebenfluss des Mackenzie River, benannt. Dieser Bach führte schwarzes Wasser, was durch die Baumwurzeln, die in den Bach wuchsen, verursacht wurde. Die Kohlelagerstätten wurden 1845 von Ludwig Leichhardt entdeckt.

## Söhne und Töchter der Stadt
- Kerrie Meares (* 1982), Bahnradsportlerin und Radsporttrainerin
- Anna Meares (* 1983), Radrennfahrerin
- Josh Thomas (* 1987), Schauspieler, Drehbuchautor und Komiker